# Korytarz polski

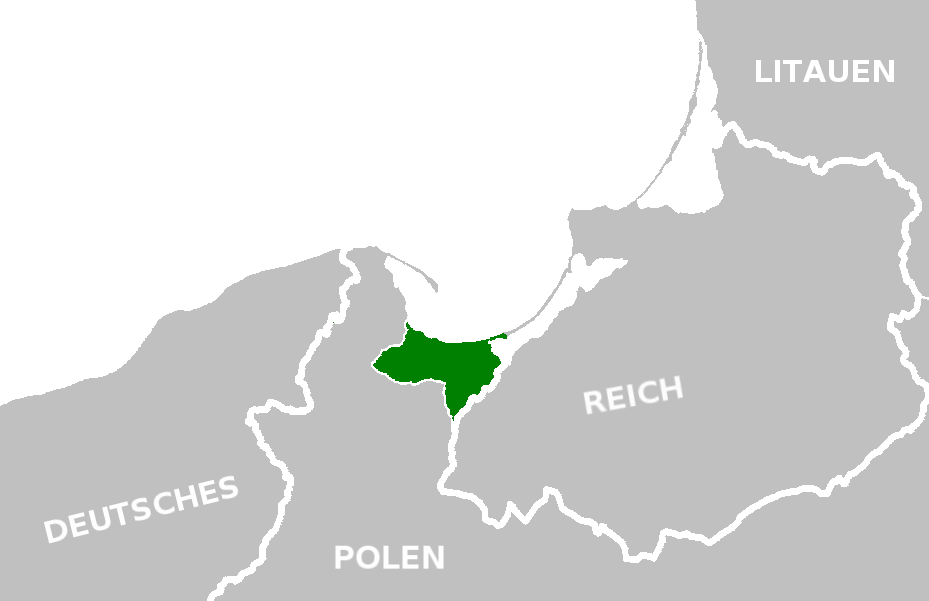
Wolne Miasto Gdańsk (na zielono) i polskie Pomorze, nazwane przez propagandę niemiecką tzw. korytarzem polskim, na mapie Pomorza

Mapa obszarów polskojęzycznych (na zielono) i niemieckojęzycznych (na pomarańczowo) w korytarzu (na podstawie niemieckiego spisu ludności z 1910 r.).

Korytarz polski (niem. Polnischer Korridor) – również zwany pomorskim, gdańskim (choć nie należał do terytorium Wolnego Miasta Gdańsk) lub po prostu korytarzem. Wytwór niemieckiej nomenklatury lat 20. XX. wieku, określający obszar polskiego województwa pomorskiego. W przedwojennej propagandzie niemieckiej akcentowano charakter tego rejonu jako oddzielającego Prusy Wschodnie od reszty Niemiec.
Niemieckie określenie polskich terenów, „korytarz”, skrytykował w swoim przemówieniu w dniu 5 maja 1939, na sesji plenarnej Sejmu RP, ówczesny minister spraw zagranicznych Józef Beck, mówiąc m.in.:
„Te same rozważania odnoszą się do komunikacji przez nasze województwo pomorskie. Nalegam na to słowo «województwo pomorskie». Słowo «korytarz» jest sztucznym wymysłem, gdyż chodzi tu bowiem o odwieczną polską ziemię, mającą znikomy procent osadników niemieckich
...to muszę sobie postawić pytanie, o co właściwie chodzi ?
Czy o swobodę ludności niemieckiej Gdańska, która nie jest zagrożona, czy o sprawy prestiżowe, czy też o odepchnięcie Polski od Bałtyku, od którego Polska odepchnąć się nie da!”
W II Rzeczypospolitej obszar ten, łączący terytorium Polski z Bałtykiem, zwany był „polskim Pomorzem”, a pod względem administracyjnym stanowił część terytorium województwa pomorskiego. Podstawą prawną takiego ukształtowania granic był podpisany 28 czerwca 1919 traktat wersalski, który wszedł w życie w początku stycznia 1920 r. Na mocy tego aktu znaczna część pruskiej prowincji Prusy Zachodnie (niem. Westpreußen), utworzonej z terenów odebranych Polsce przez Prusy po rozbiorach Polski w XVIII wieku, znalazła się w granicach Polski.
Genezy „korytarza gdańskiego” należy upatrywać w kształcie granic przedrozbiorowej Polski, która posiadała dostęp do morza, znajdujący się pomiędzy terytoriami pruskimi. Po rozbiorach Polski w XVIII wieku, ten fragment polskich ziem został zajęty przez Królestwo Prus. Teren ten zamieszkany był w większości przez ludność polską, Kaszubów oraz ludność niemiecką, stanowiącą w r. 1919 większość w Gdańsku i jego okolicy oraz w Grudziądzu.
14 punktów Wilsona w sposób bezpośredni dotyczyło nie tylko przywrócenia Polski jako niepodległego państwa, ale także przyznania jej dostępu do morza – siłą rzeczy, poprowadzonego znów pomiędzy terytoriami niemieckimi. Po I wojnie światowej, na podstawie traktatu wersalskiego fragment dawnego województwa pomorskiego został przyznany Polsce i wszedł w skład nowego województwa pomorskiego. Gdańsk otrzymał status wolnego miasta i nie był zaliczany do korytarza gdańskiego. Nieprecyzyjnie uregulowany status Gdańska spowodował stopniowe narastanie konfliktu pomiędzy przedwojenną Polską i Niemcami, dotyczącego formy i zakresu kontroli obu państw nad miastem.
Rewizjonistyczna polityka Republiki Weimarskiej z lat 20. XX wieku dążyła do aneksji Pomorza polskiego w trybie arbitrażu międzynarodowego. Rząd niemiecki proponował też nieoficjalnie Polsce dostęp do morza kosztem Litwy (przez port w Połądze). Ultymatywne żądanie Adolfa Hitlera z października 1938 co do wyrażenia przez Polskę zgody na aneksję Gdańska przez III Rzeszę, mimo iż Gdańsk nie był w ówczesnych granicach Polski i na eksterytorialną autostradę oraz linię kolejową, przechodzące w poprzek Pomorza polskiego, w zamian Polska miała otrzymać  przedłużenie paktu o nieagresji na 25 lat. Odmowa Polski została potraktowana przez Niemcy jako pretekst do agresji na Polskę w dniu 1 września 1939 i w konsekwencji wybuchu II wojny światowej.